# Wasilij Pawłow (generał)
Wasilij Pawłowicz Pawłow (ros. Василий Павлович Павлов, ur. 1910 we wsi Bolszaja Ruja w guberni petersburskiej, zm. 3 kwietnia 1962 w Leningradzie) – radziecki funkcjonariusz służb specjalnych (NKWD, Gułag i MWD), generał major (od 1945 roku). Jeden z organizatorów zbrodni katyńskiej.

## Życiorys
Od 1922 roku członek partii bolszewickiej, od 1938 roku w organach NKWD. 14 grudnia 1939 roku otrzymał stopień kapitana bezpieczeństwa państwowego. Od października 1939 roku do marca 1941 roku zastępca naczelnika Obwodowego Zarządu NKWD w Kalininie (obecnie Twer). W 1940 roku jeden z wykonawców zbrodni katyńskiej, organizator wymordowania w siedzibie Obwodowego Zarządu NKWD w Kalininie polskich jeńców wojennych z obozu w Ostaszkowie, następnie pochowanych w Miednoje.
9 lipca 1945 roku otrzymał stopień generała majora. Od 1948 roku pracował w Gułagu; był zastępcą naczelnika Dalstroju w Magadanie. Od stycznia 1953 roku naczelnik Zarządu Poprawczego Obozu Pracy (UITŁ) i budowy Omskostroju MWD. Według danych uzyskanych przez rosyjską Główną Prokuraturę Wojskową popełnił samobójstwo.

## Odznaczenia
- Order Czerwonego Sztandaru (21 czerwca 1945)
- Order Czerwonej Gwiazdy (dwukrotnie – 20 września 1943 i 20 marca 1952)

I 6 medali.